# Consulaire diptiek

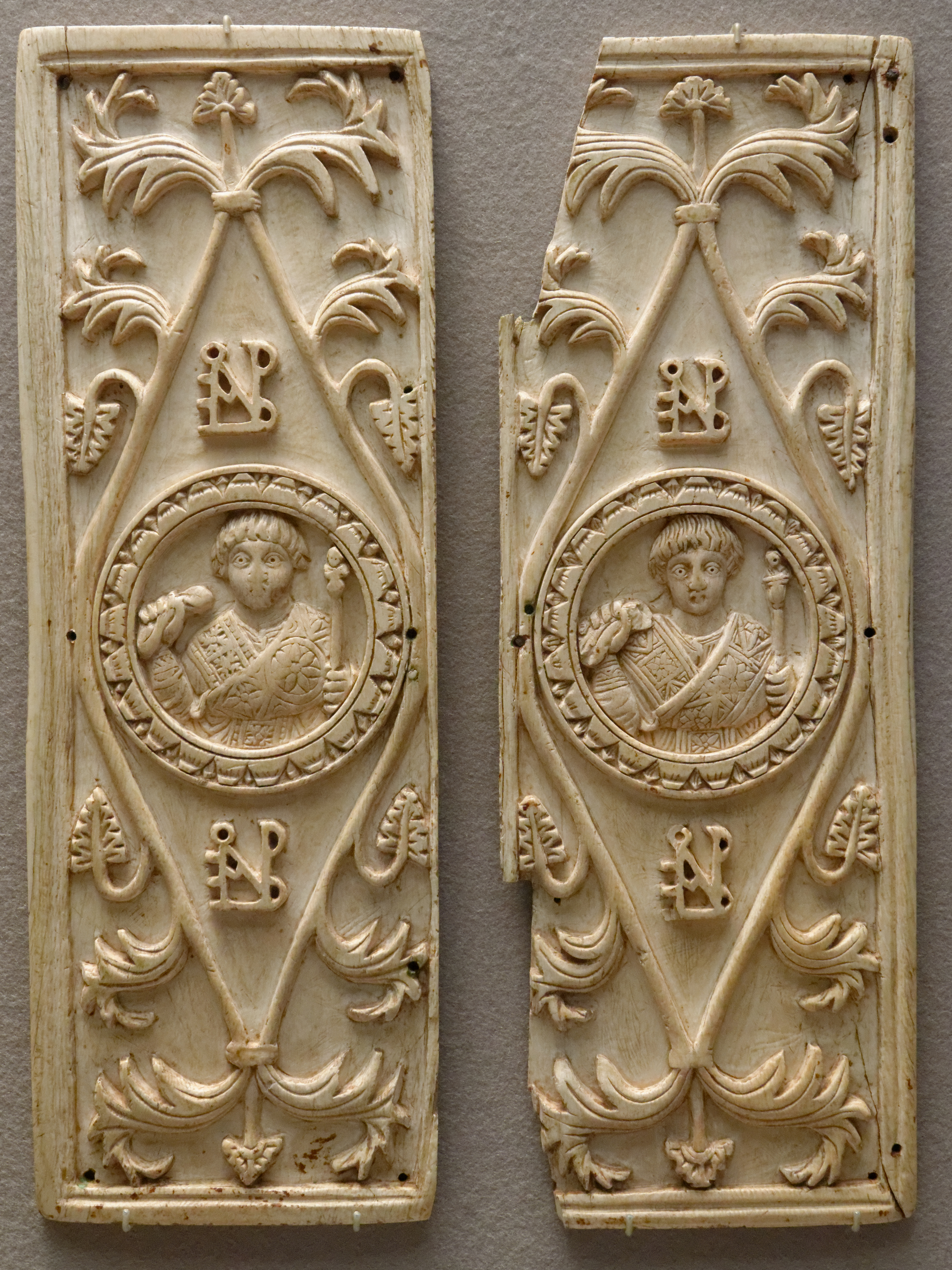
Een van de consulaire tweeluiken van Areobindus Dagalaiphus Areobindus, consul in 506, dat hem in een imago clipeata toont (Louvre)

In de late oudheid was een consulair diptiek (of consulair tweeluik) een bijzondere vorm van diptiek (dat wil zeggen een tweetal aan elkaar gekoppelde panelen, meestal uitgevoerd in ivoor, hout of metaal en versierd met rijk gebeeldhouwde decoratie), die kon functioneren als een schrijftablet, maar die ook was bedoeld als een luxe gedenkobject. Zij werden na diens benoeming in opdracht van een Romeinse consul gemaakt en vervolgens als beloning en aandenken verdeeld onder degenen die de kandidatuur van deze consul hadden gesteund.

## Geschiedenis

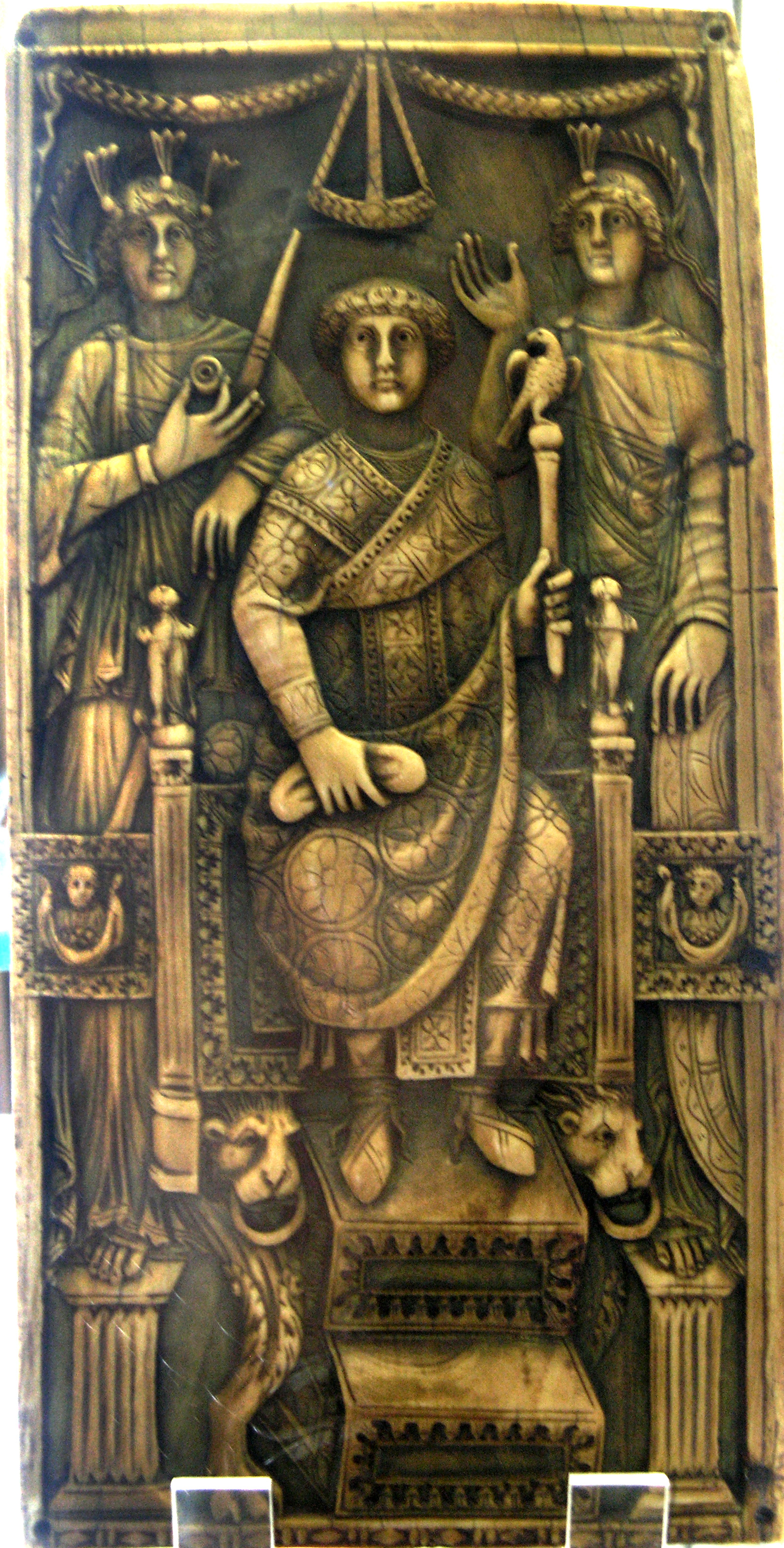
Consulair tweeluik van Magnus, die in 518 consul was in Constantinopel. Hij zit tussen twee figuren in die Rome en Constantinopel representeren. Louvre

De chronologie van deze tweeluiken is duidelijk omschreven. Hun begin wordt gemarkeerd door een besluit van Theodosius I in 384 om het gebruik van zulke tweeluiken alleen voor consuls te reserveren. behalve in gevallen van buitengewone keizerlijke dispensatie. Hun einde wordt gemarkeerd door het verdwijnen van het consulaat tijdens het bewind van Justinianus in 541. In 542 had men als gevolg van de pest van Justinianus waarschijnlijk andere zaken aan zijn hoofd. Soms stoorden belangrijke aristocraten en keizerlijke hoge ambtenaren zich niet aan het verbod van Theodosius en lieten zij toch tweeluiken produceren om benoemingen in minder belangrijke posten dan het consulaat te vieren - Quintus Aurelius Symmachus verspreidde er bijvoorbeeld enkele om de spelen in respectievelijk 393 en 401 te gedenken die zijn zoon had gegeven vanwege zijn benoeming tot quaestor.
Het oudste tweeluik dat met goed fatsoen een consulair diptiek kan worden genoemd, werd bewaard in de kathedraalschat van Aosta. Het werk is gemaakt in opdracht van Anicius Petronius Probus, in 406 consul in het westelijk Romeinse rijk. Het is uniek, niet alleen omdat het zo oud is, maar ook omdat de enige is die in plaats van een portret van de consul, is voorzien van het portret van de keizer, in dit geval Honorius, aan wie het consulaire tweeluik is opgedragen in een inscriptie vol van nederigheid, waarvan Probus zich de "famulus" of slaaf roeping van de keizer noemt.
Later vertoonden consulaire tweeluiken op de meer rijk versierde voorbeelden min of meer systematisch of een meer of minder uitgebreid portret van de consul op de meest rijk versierde voorbeelden of een aan de consul gewijde inscriptie binnen een meetkundig op plantaardig schema op de eenvoudigere voorbeelden. De eenvoudigere voorbeelden waren waarschijnlijk geproduceerd als een reeks van modellen van tevoren bereid, met de meer geavanceerde (en dus duurdere) tweeluiken gereserveerd voor de elite van de Romeinse aristocratie. De ateliers die verantwoordelijk waren voor de productie van consulaire tweeluiken, waren in de twee hoofdsteden van het rijk in Rome en Constantinopel te vinden. De val van de West-Romeinse Rijk in 476 was waarschijnlijk verantwoordelijk voor het verdwijnen van de productie in Rome aan het eind van de 5e eeuw. In ieder geval zijn alle overlevende consulaire tweeluiken uit de 6e eeuw afkomstig uit Constantinopel. De meest voorkomende motieven op de 6e-eeuwse consulaire tweeluiken tonen een staande consul, die de consulaire spelen voorzit, die zijn intrede in het consulaat markeerden.
Door hun aard zijn consulaire tweeluiken een waardevol instrument voor de prosopografie van het laat Romeinse Rijk alsook voor de bestudering van de kunst uit deze periode. Grote aantallen consulaire tweeluiken hebben de tijd overleefd, in veel gevallen als gevolg van hergebruik als boekomslagen voor kerkelijke middeleeuwse handschriften. Sommigen werden ook in kerken gebruikt als omslagen voor lijsten van bisschoppen en soortgelijke dossiers. Het Barberini ivoren diptiek is een veel zeldzamer keizerlijk tweeluik, waarschijnlijk van Justinianus I.

## Galerij
In chronologische volgorde van productie:

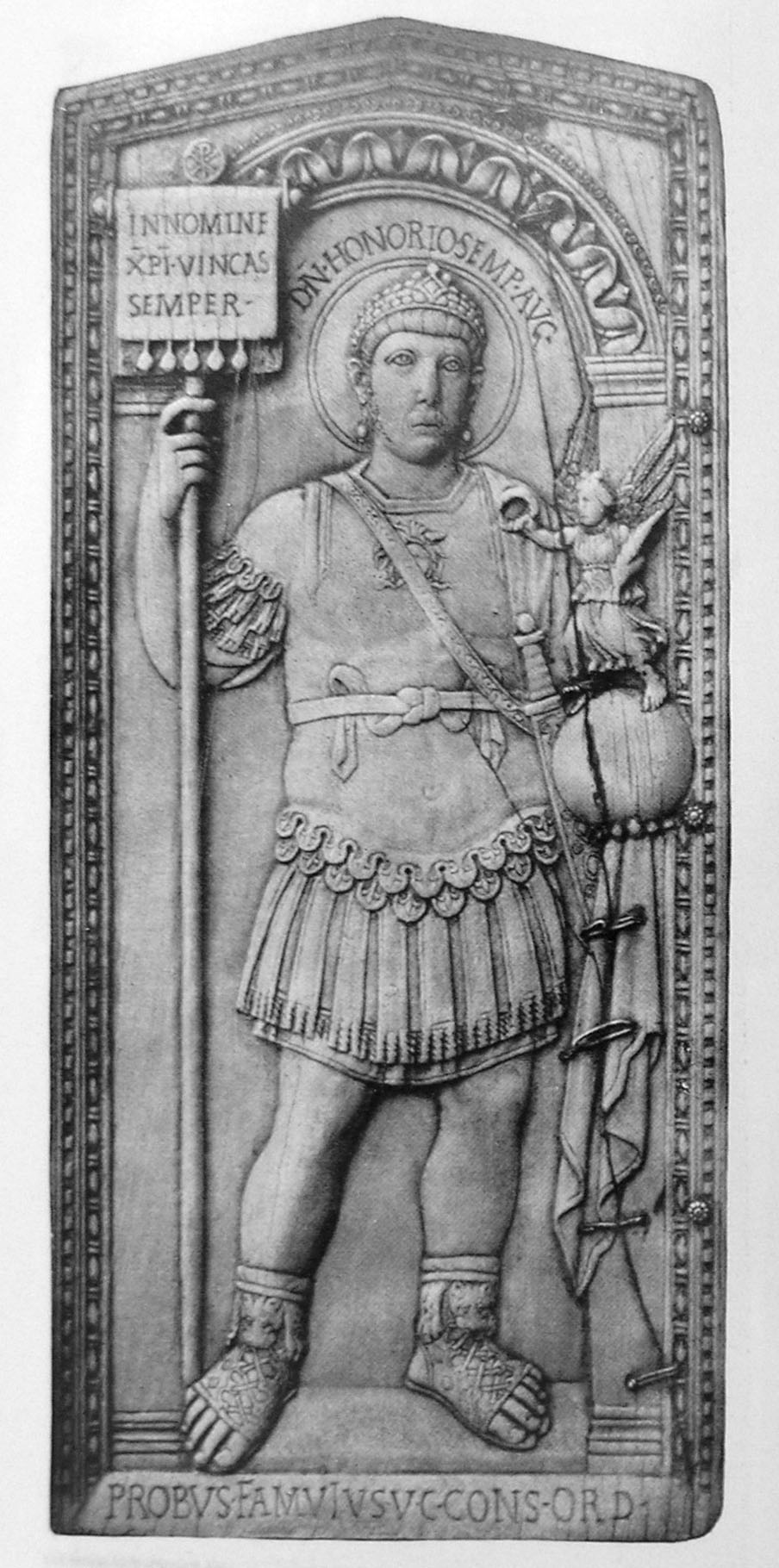
Diptiek van Anicius Petronius Probus, consul in 406 (oudste overlevende exemplaar)
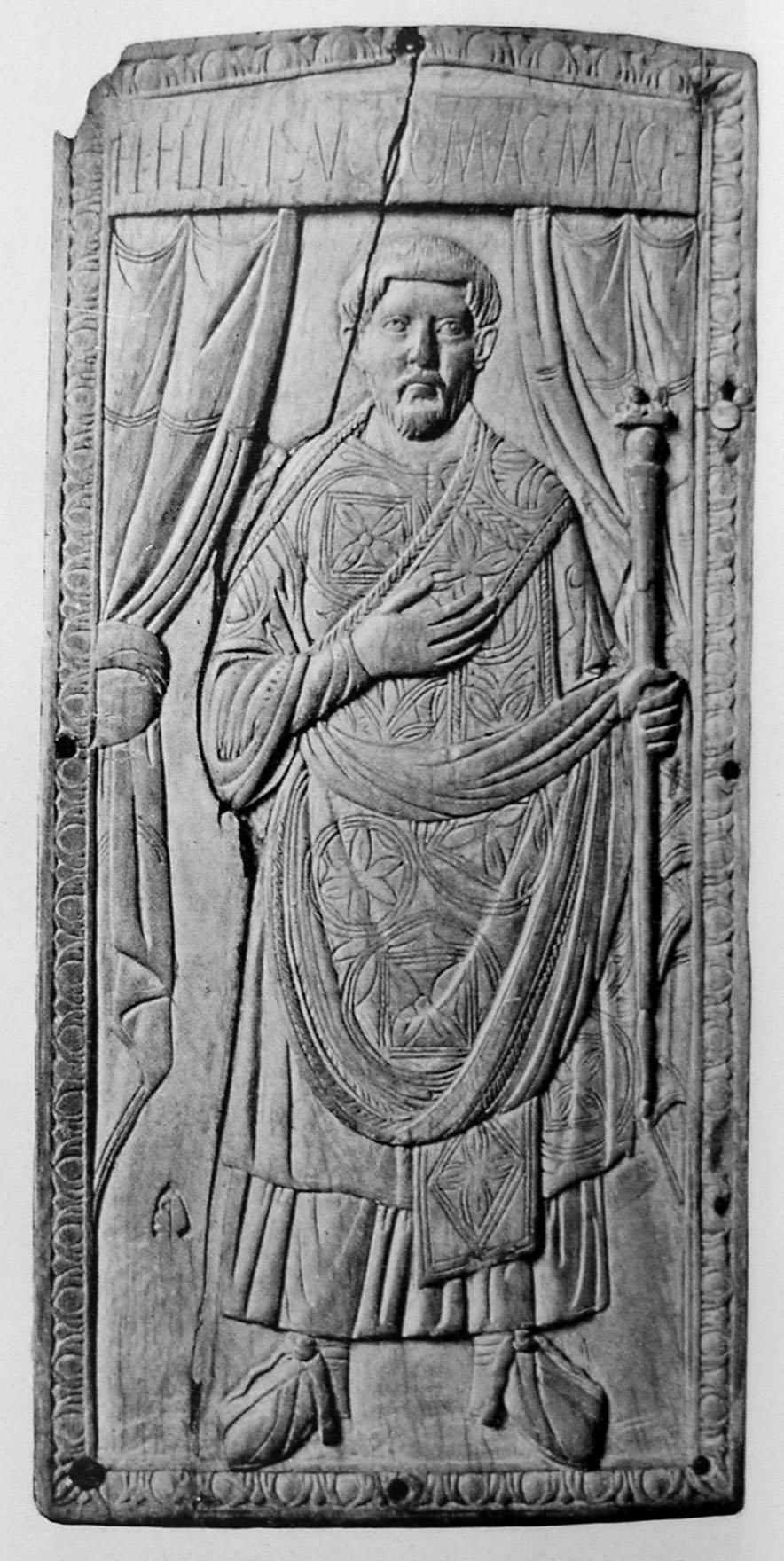
Diptiek van Flavius Felix, consul in 428
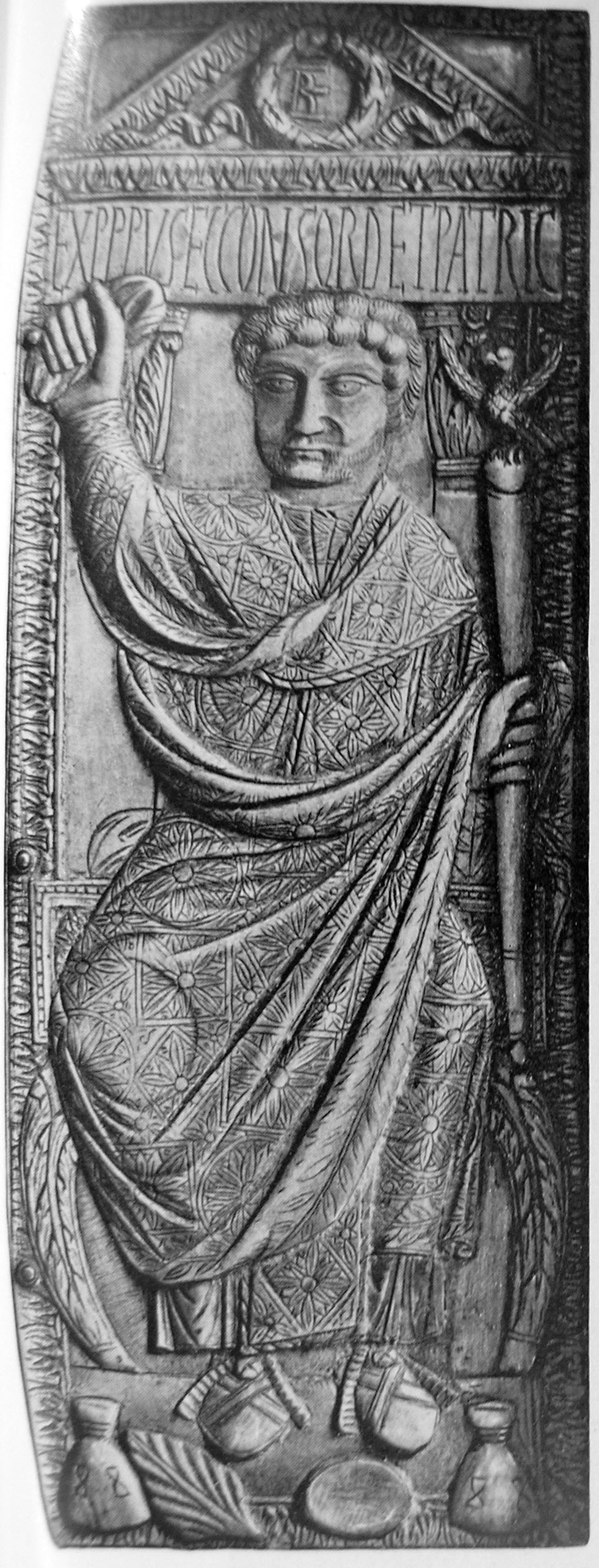
Diptiek van Manlius Boëthius, consul in 487
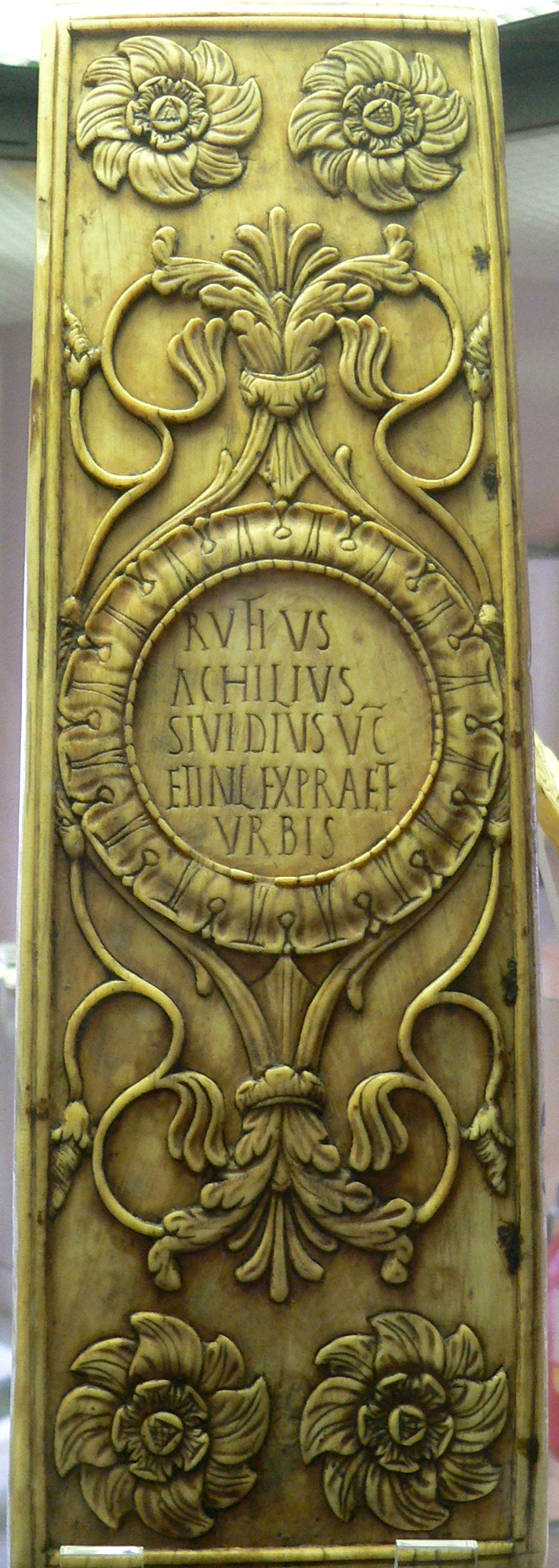
Diptiek van Achilius, consul in 488
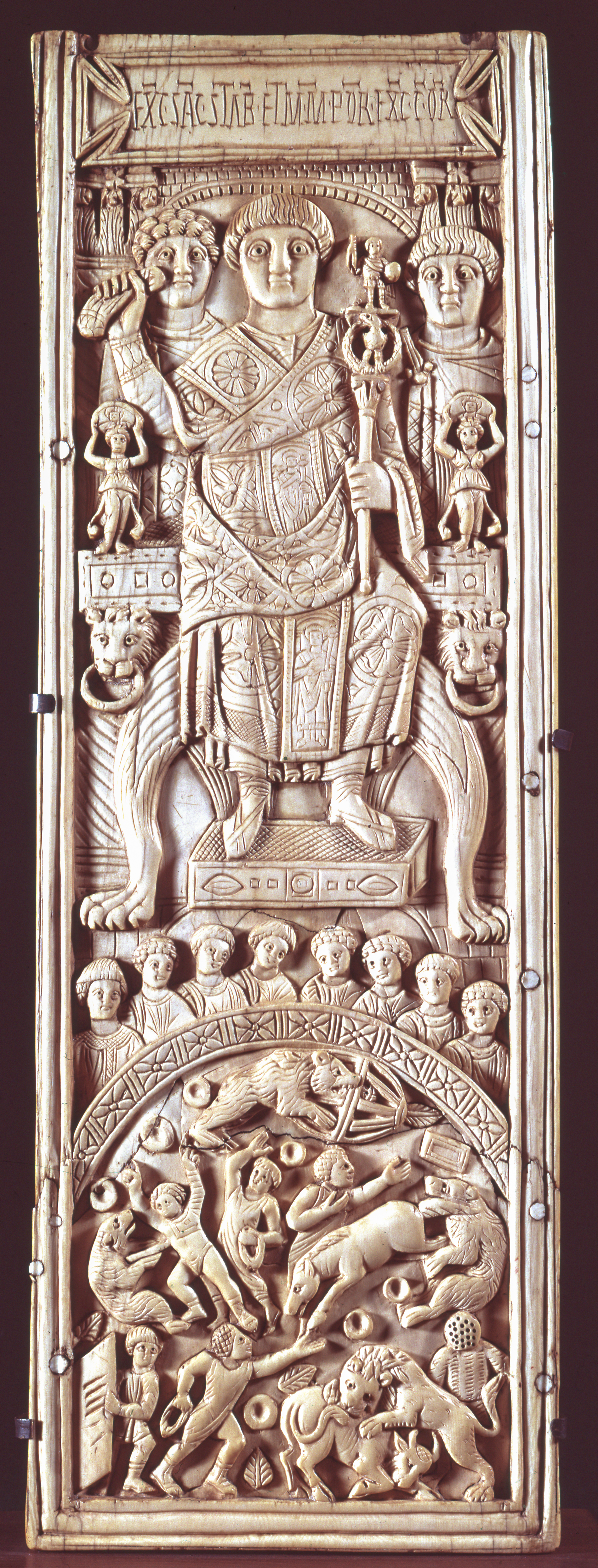
Diptiek van Areobindus Dagalaiphus Areobindus, consul in 506
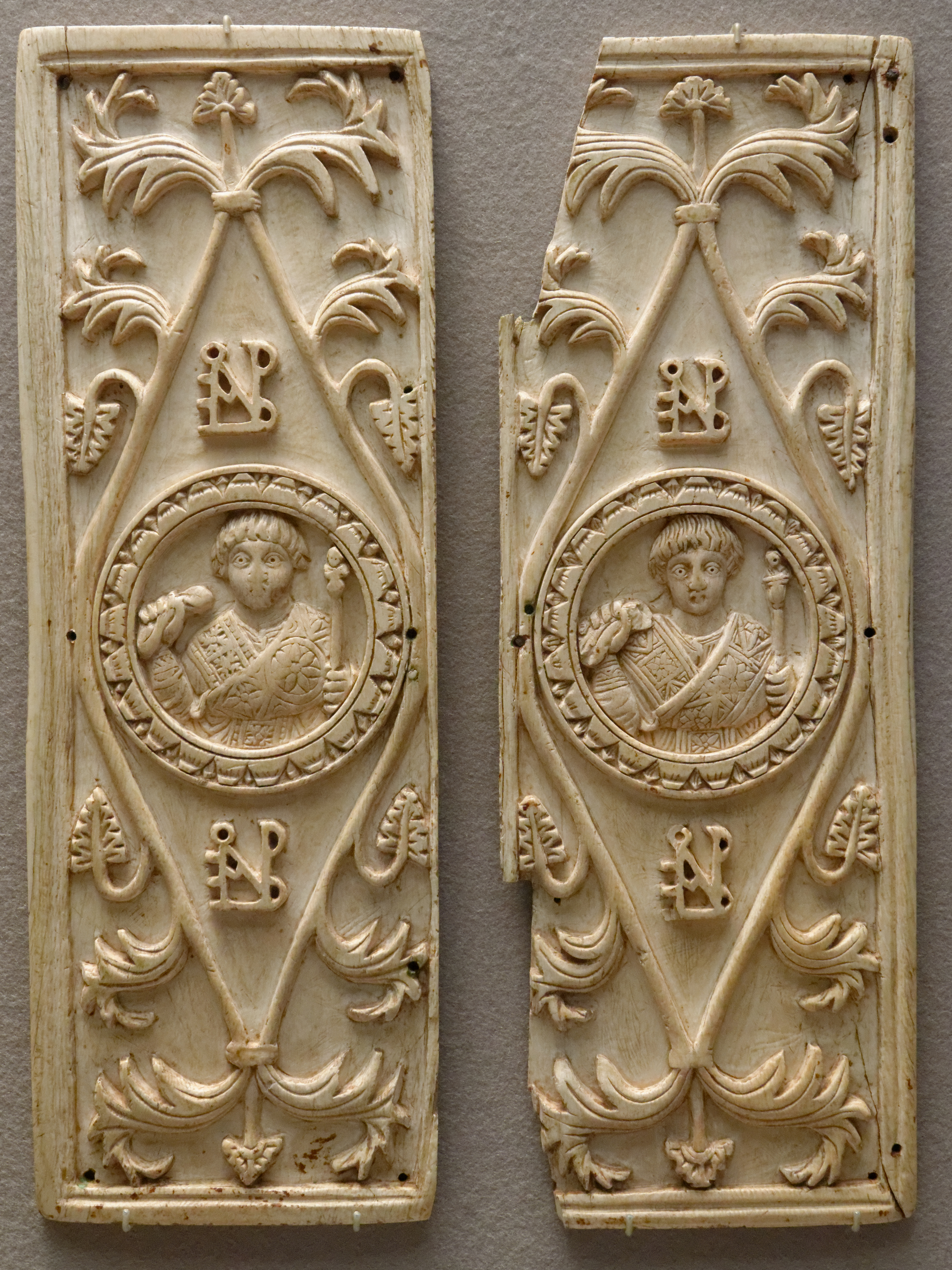
Diptiek van Areobindus, consul in 506
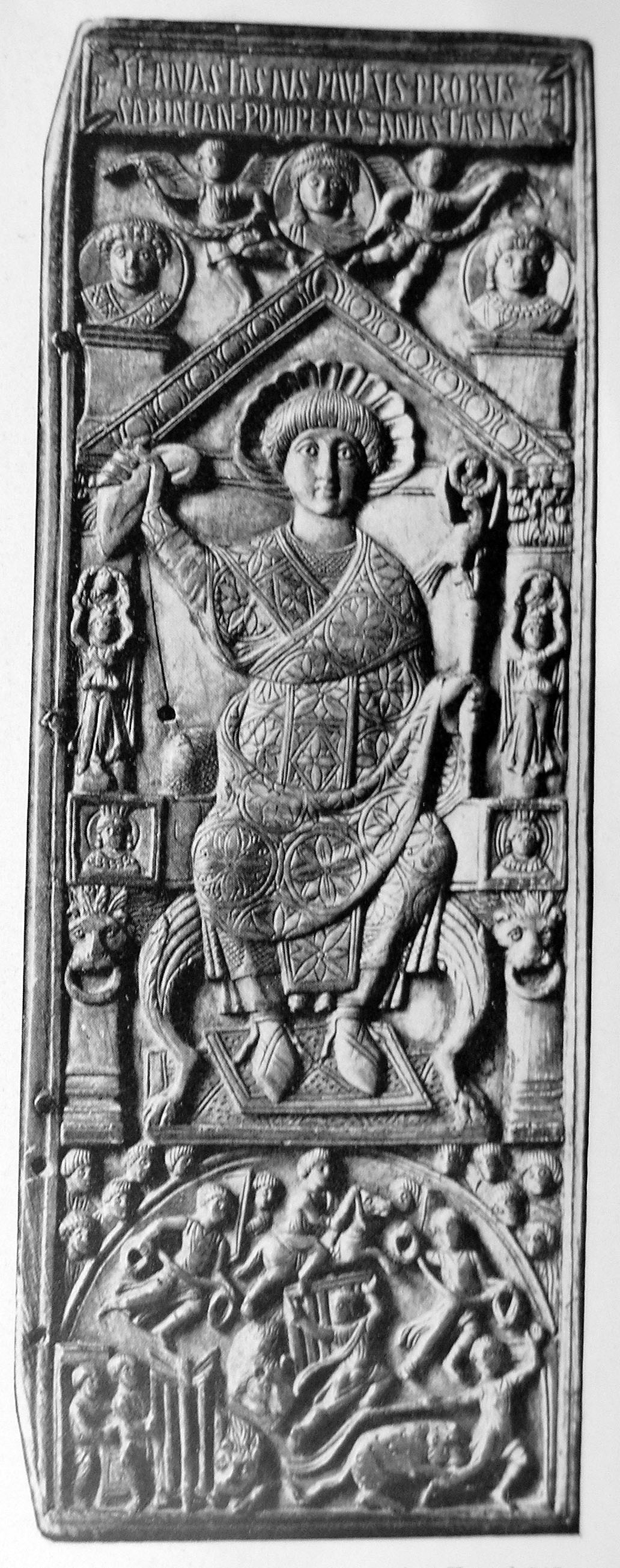
Diptiek van Anastasius, consul in 517
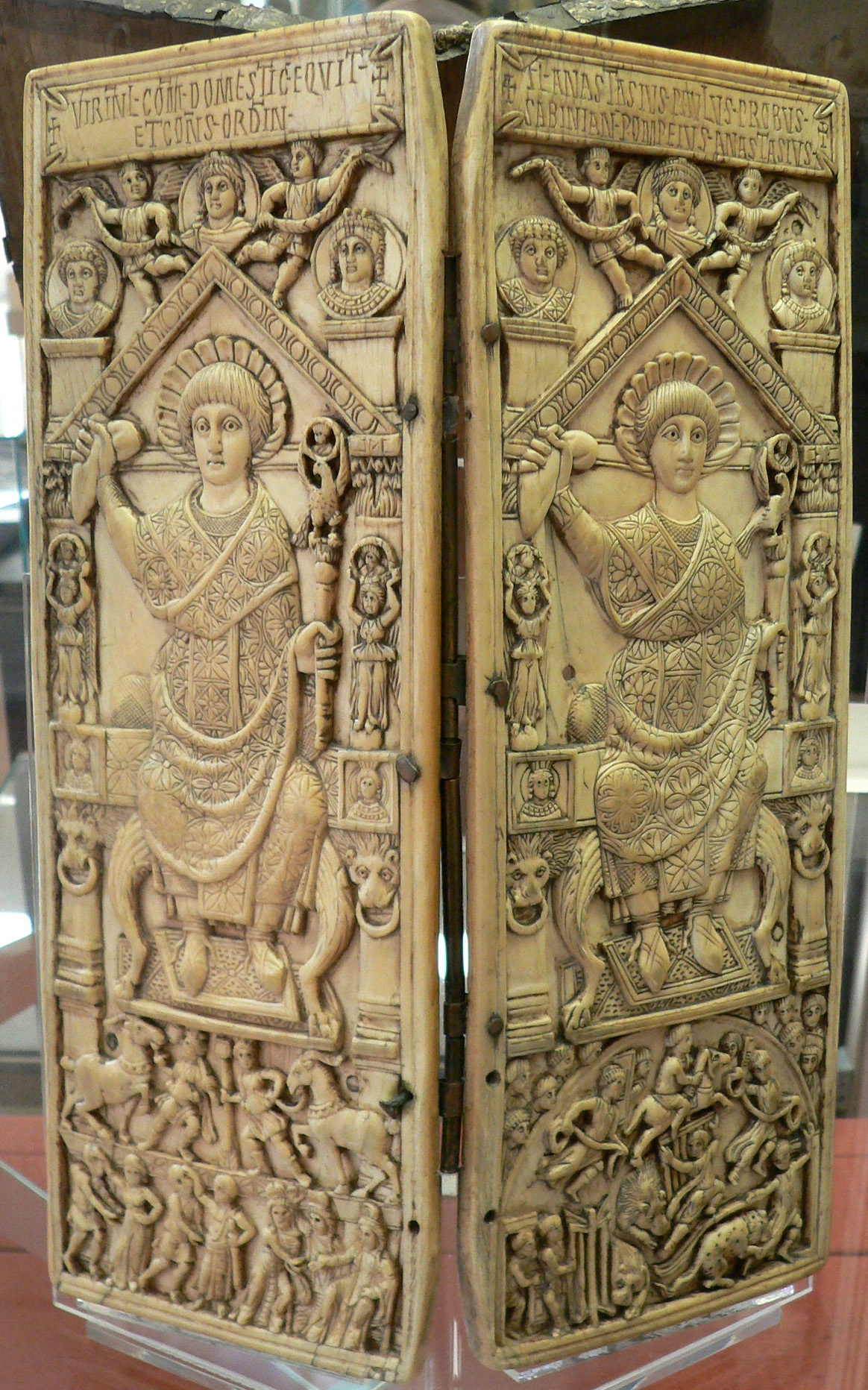
Diptiek van Anastasius, consul in 517
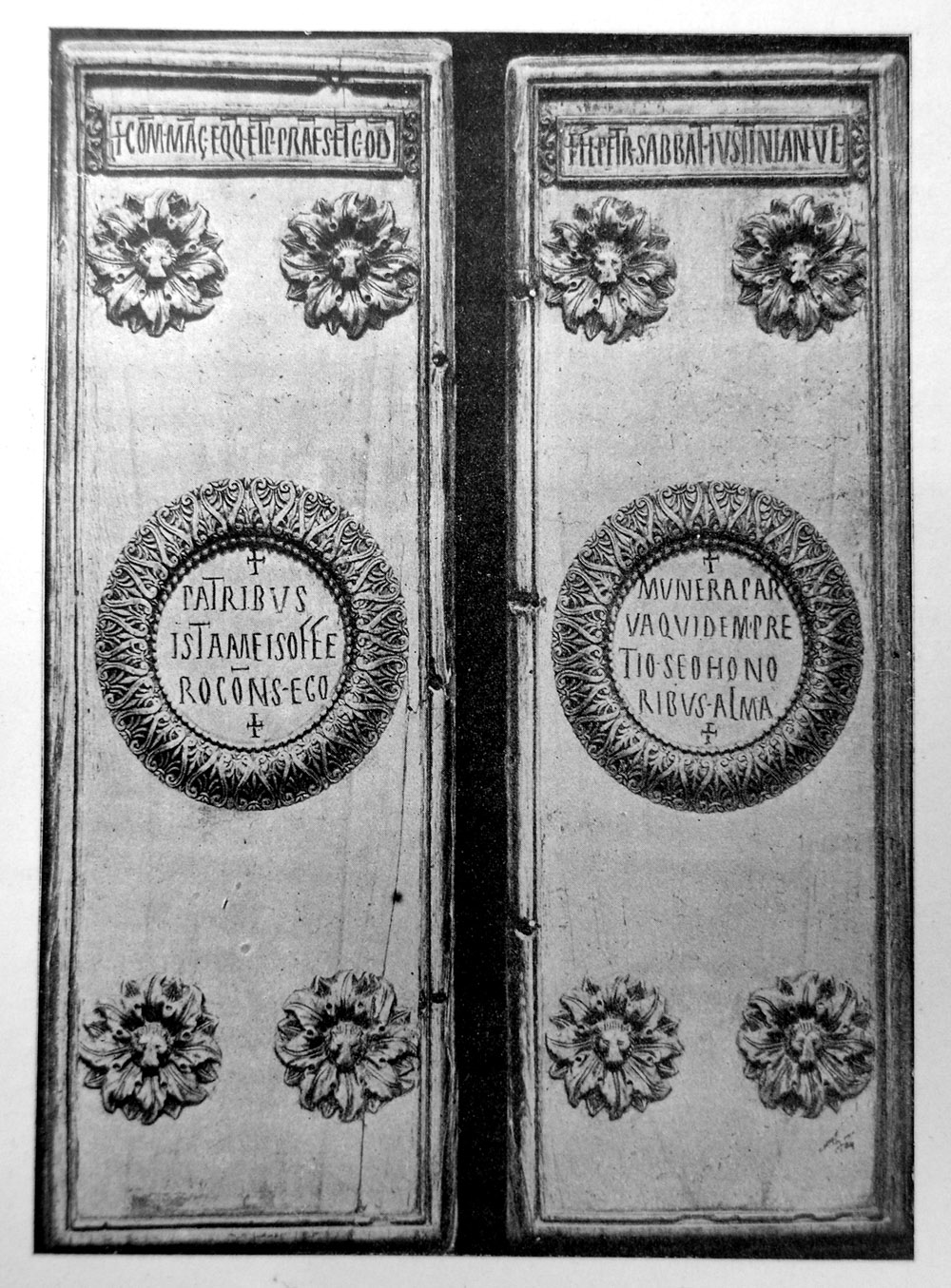
Diptiek van Justinianus, consul in 521 (onder het bewind van zijn oom Justinus)
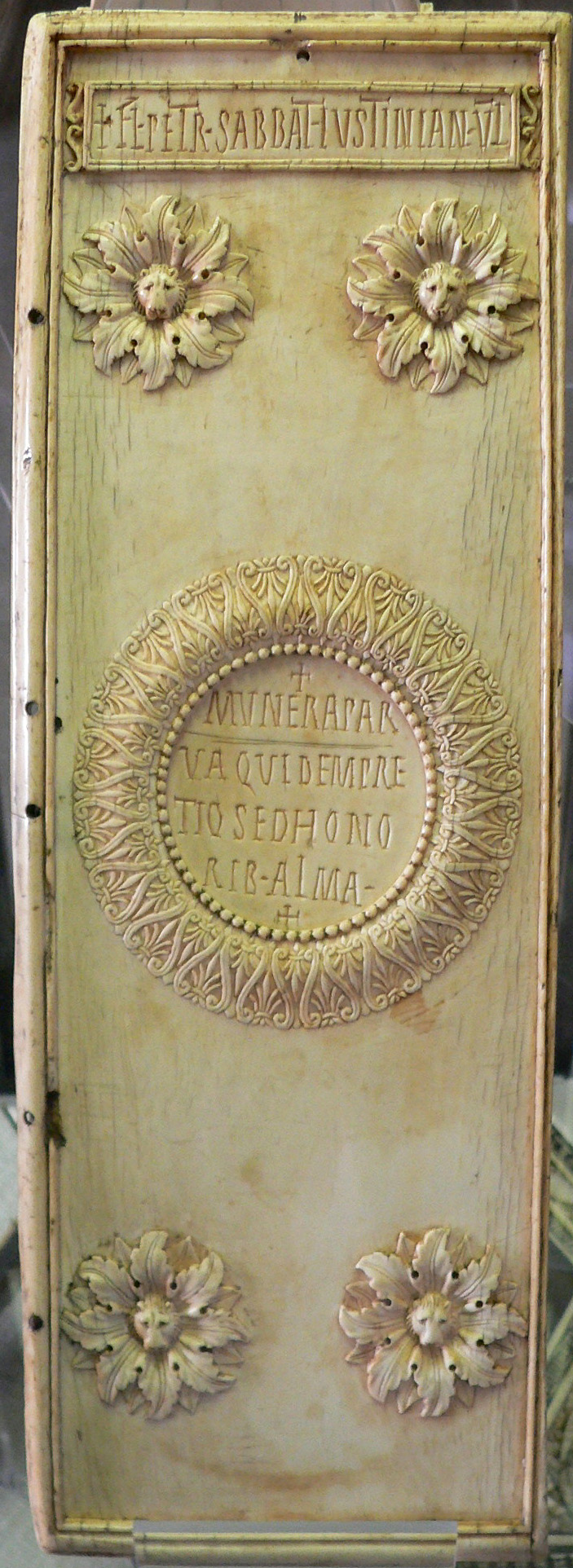
Diptiek van Justinianus, consul in 521
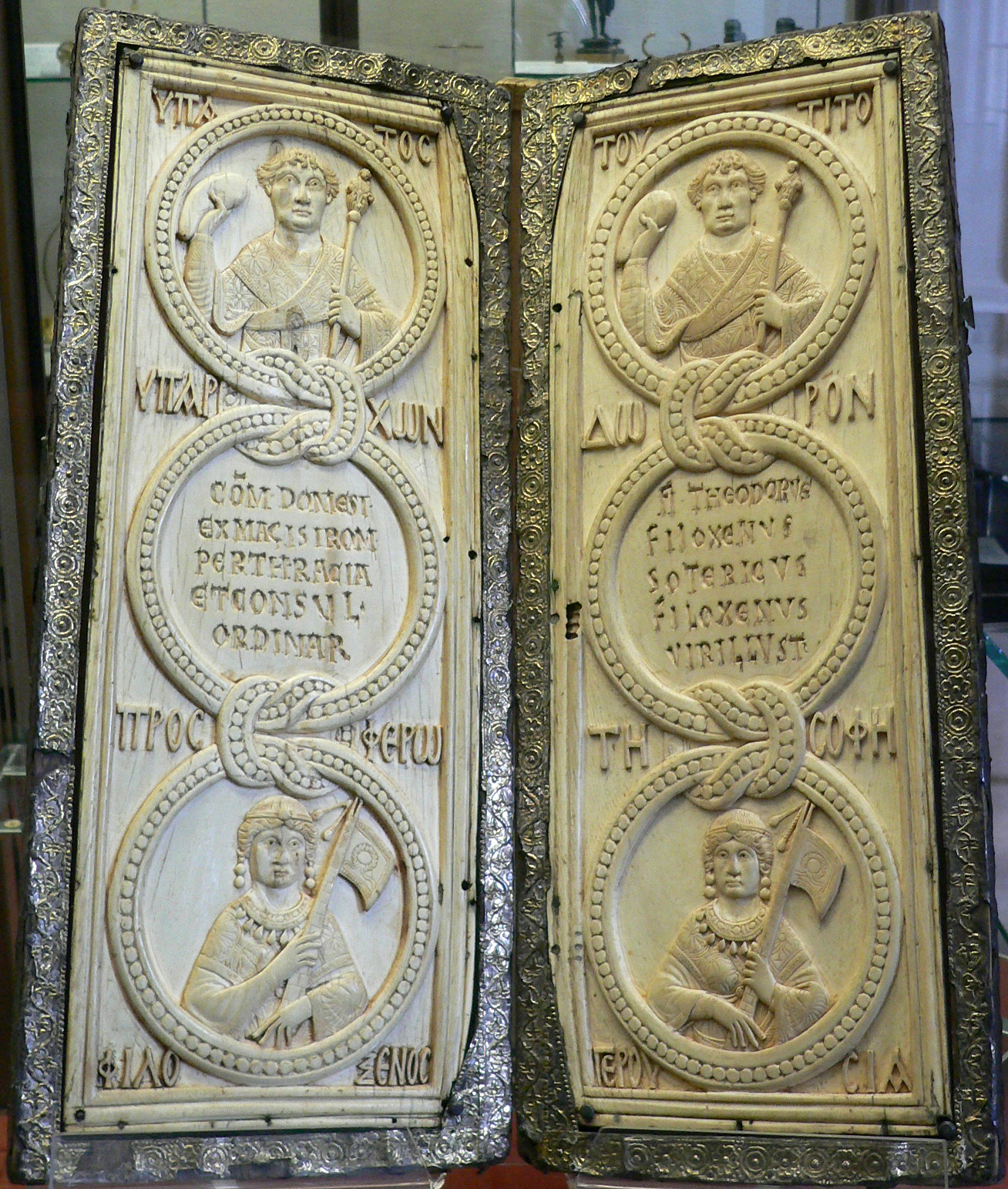
Diptiek van Theodorus Philoxenus, consul in 525
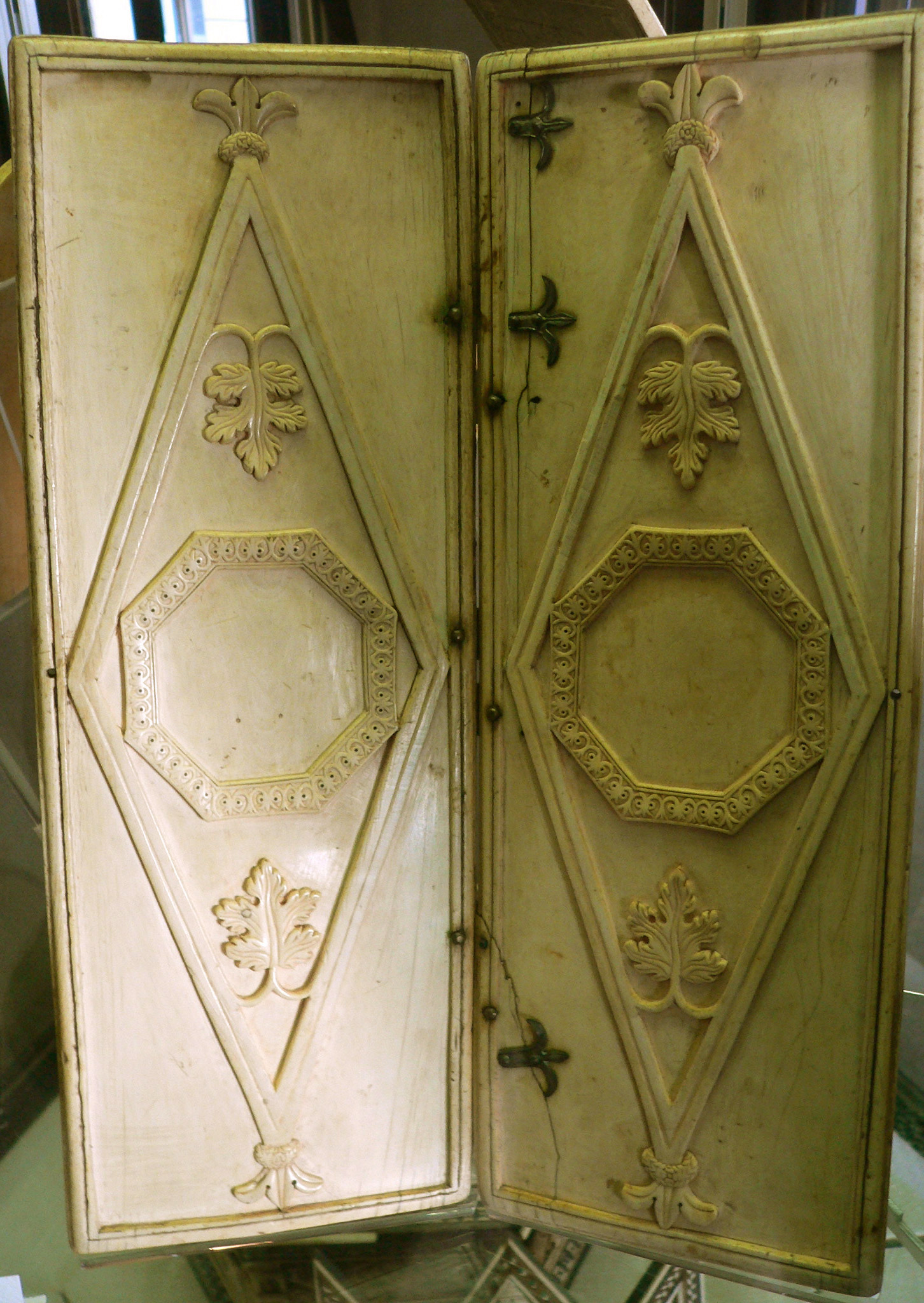
Diptiek van Theodorus Philoxenus, consul in 525
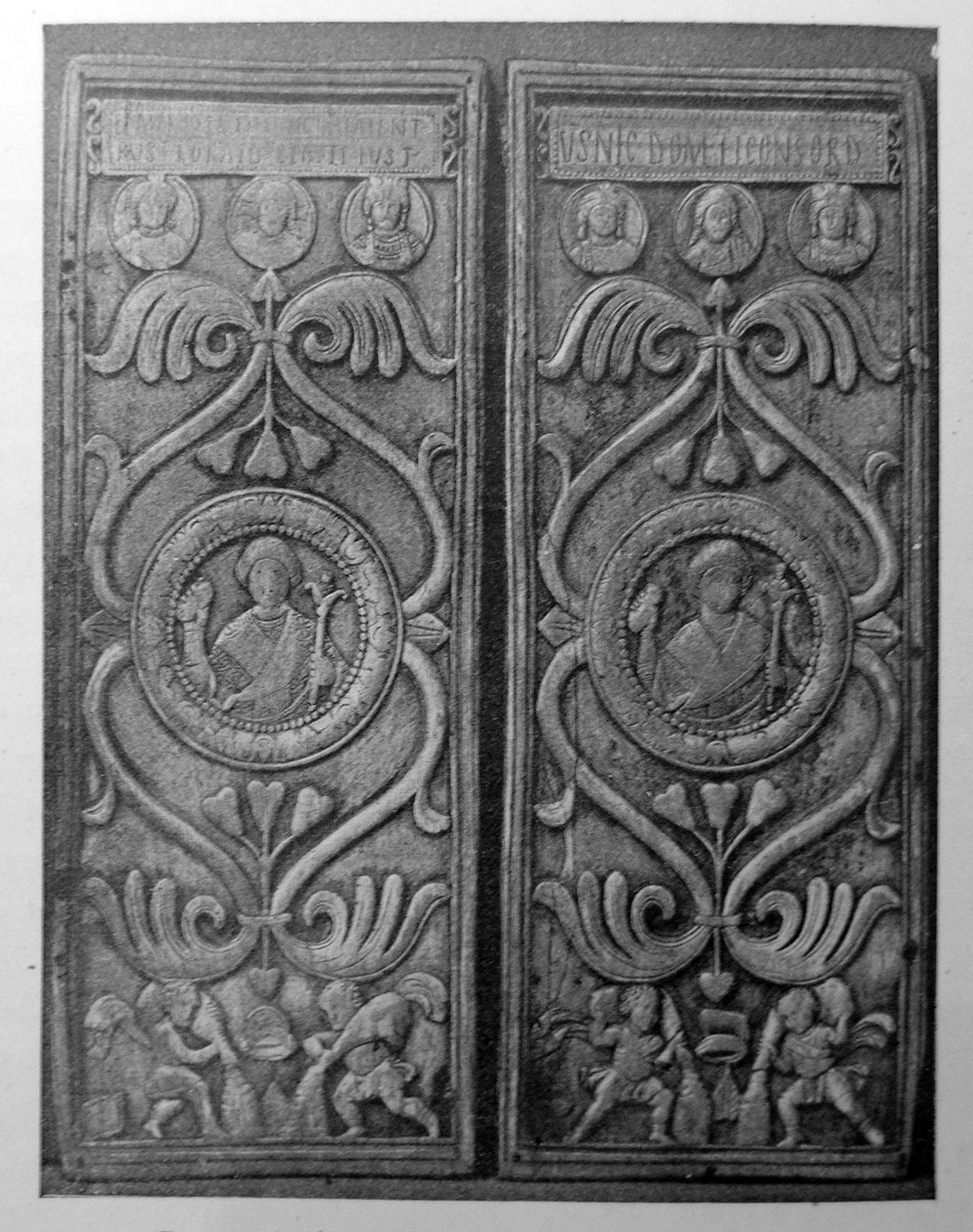
Diptiek van Justinus, consul in 540 (het laatste overlevende voorbeeld)

## Voetnoten
1. ↑  Google books Medieval Italy, an Encyclopedia (Middeleeuws Italië, een encyclopedie), blz. 566, Christopher Kleinhenz ed. Routledge, 2004, ISBN 0415939305, 9780415939300